# 32 포모나

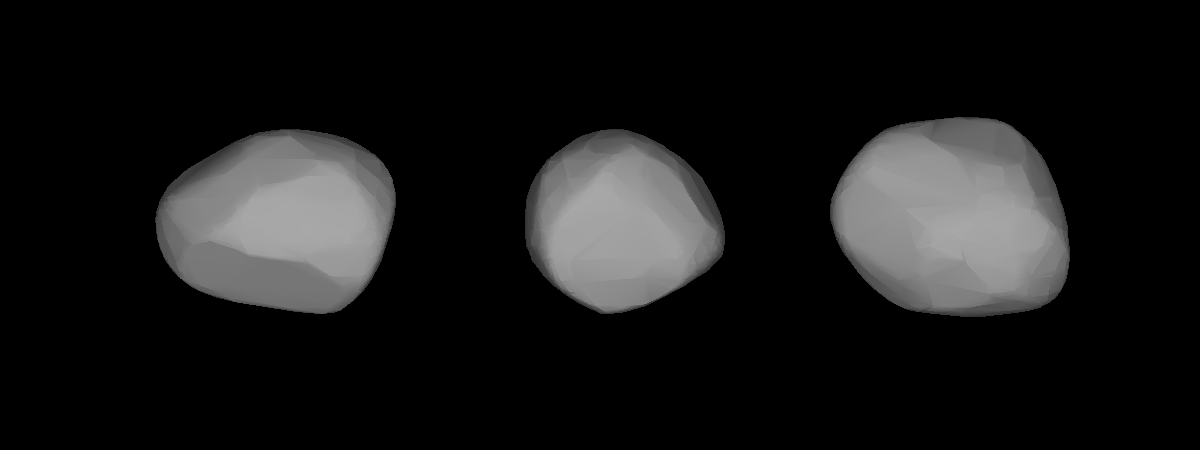
32 포모나의 3D 모델.

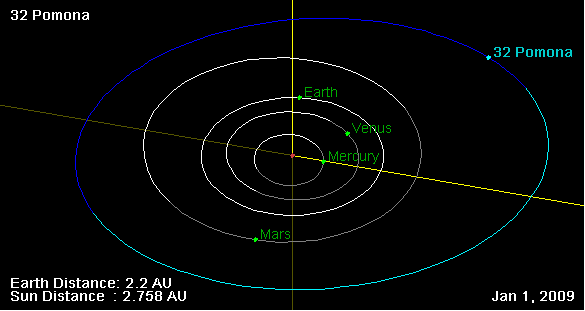
32 포모나의 궤도.

32 포모나 (32 Pomona)는 돌로 덮여 있는 소행성대 중앙에 있는 소행성이다. 1854년 10월 26일에 독일 천문학자 헤르만 골드슈미트라는 천문학자에게 발견되었으며 약 81km의 지름을 가지고 있다. 이름의 유래는 로마 신화에 나오는 님프인 포모나에서 따왔다. 32 포모나의 다른 임시 명칭은 A899 QA, A911 KF, 1945 RB, 1949 SH, 1950 YD가 있다.